# アウトランダー (小説のシリーズ)
『アウトランダー』（Outlander）は、アメリカ人作家ダイアナ・ガバルドンによる歴史ロマンSF小説シリーズである ガバルドンは1980年代後半にシリーズ第1巻『時の旅人クレア』を描き始め、1991年に出版された。。ガバルドンは計画された10巻のうち9巻を出版している。シリーズ最新となる第9作目の Go Tell the Bees that I Am Gone は2021年に出版された。
『アウトランダー』シリーズは、18世紀のスコットランドにタイムスリップした20世紀のイギリス人看護師クレア・ランダルと、ハイランドの勇者ジェイミー・フレイザーと冒険とロマンスを描いている。シリーズ全体では2021年の時点で全世界で5000万部を売り上げている。派生作品としては、短編小説2編、小説3編、ジョン・グレイ卿を主人公にした小説シリーズ、グラフィックノベル、ミュージカル、テレビシリーズなどがある。

## 出版履歴

### 『アウトランダー』小説シリーズ

#### 小説
| # | 邦題                    | 原題                            | 刊行年     | 刊行年月   | 訳者     | 出版社                                               |
| - | ----------------------- | ------------------------------- | ---------- | ---------- | -------- | ---------------------------------------------------- |
| 1 | 時の旅人クレアI         | Outlander                       | 1991年     | 2002年1月  | 加藤洋子 | ソニー・マガジンズ ヴィレッジブックス ハヤカワ文庫NV |
| 1 | 時の旅人クレアII        | Outlander                       | 1991年     | 2002年2月  | 加藤洋子 | ソニー・マガジンズ ヴィレッジブックス ハヤカワ文庫NV |
| 1 | 時の旅人クレアIII       | Outlander                       | 1991年     | 2002年3月  | 加藤洋子 | ソニー・マガジンズ ヴィレッジブックス ハヤカワ文庫NV |
| 2 | ジェイミーの墓標I       | Dragonfly in Amber              | 1992年     | 2003年12月 | 加藤洋子 | ソニー・マガジンズ                                   |
| 2 | ジェイミーの墓標II      | Dragonfly in Amber              | 1992年     | 2004年1月  | 加藤洋子 | ソニー・マガジンズ                                   |
| 2 | ジェイミーの墓標III     | Dragonfly in Amber              | 1992年     | 2004年2月  | 加藤洋子 | ソニー・マガジンズ                                   |
| 3 | 時の彼方の再会I         | Voyager                         | 1993年     | 2005年1月  | 加藤洋子 | ソニー・マガジンズ                                   |
| 3 | 時の彼方の再会II        | Voyager                         | 1993年     | 2005年2月  | 加藤洋子 | ソニー・マガジンズ                                   |
| 3 | 時の彼方の再会III       | Voyager                         | 1993年     | 2005年3月  | 加藤洋子 | ソニー・マガジンズ                                   |
| 4 | 妖精の丘にふたたびI     | Drums of Autumn                 | 1996年     | 2006年6月  | 加藤洋子 | ソニー・マガジンズ                                   |
| 4 | 妖精の丘にふたたびII    | Drums of Autumn                 | 1996年     | 2006年7月  | 加藤洋子 | ソニー・マガジンズ                                   |
| 4 | 妖精の丘にふたたびIII   | Drums of Autumn                 | 1996年     | 2006年8月  | 加藤洋子 | ソニー・マガジンズ                                   |
| 5 | 燃ゆる十字架のもとにI   | The Fiery Cross                 | 2001年     | 2008年4月  | 加藤洋子 | ヴィレッジブックス                                   |
| 5 | 燃ゆる十字架のもとにII  | The Fiery Cross                 | 2001年     | 2008年5月  | 加藤洋子 | ヴィレッジブックス                                   |
| 5 | 燃ゆる十字架のもとにIII | The Fiery Cross                 | 2001年     | 2008年6月  | 加藤洋子 | ヴィレッジブックス                                   |
| 5 | 燃ゆる十字架のもとにIV  | The Fiery Cross                 | 2001年     | 2008年6月  | 加藤洋子 | ヴィレッジブックス                                   |
| 6 | 炎の山稜を越えてI       | A Breath of Snow and Ashes      | 2005年     | 2009年12月 | 加藤洋子 | ヴィレッジブックス                                   |
| 6 | 炎の山稜を越えてII      | A Breath of Snow and Ashes      | 2005年     | 2010年1月  | 加藤洋子 | ヴィレッジブックス                                   |
| 6 | 炎の山稜を越えてIII     | A Breath of Snow and Ashes      | 2005年     | 2010年2月  | 加藤洋子 | ヴィレッジブックス                                   |
| 6 | 炎の山稜を越えてIV      | A Breath of Snow and Ashes      | 2005年     | 2010年3月  | 加藤洋子 | ヴィレッジブックス                                   |
| 7 | 遥かなる時のこだまI     | An Echo in the Bone             | 2009年     | 2012年2月  | 加藤洋子 | ヴィレッジブックス                                   |
| 7 | 遥かなる時のこだまII    | An Echo in the Bone             | 2009年     | 2012年3月  | 加藤洋子 | ヴィレッジブックス                                   |
| 7 | 遥かなる時のこだまIII   | An Echo in the Bone             | 2009年     | 2012年4月  | 加藤洋子 | ヴィレッジブックス                                   |
| 8 |                         | Written in My Own Heart's Blood | 2014年[14] |            |          |                                                      |
| 9 |                         | Go Tell the Bees That I Am Gone | 2021年11月 |            |          |                                                      |

#### オーディオブック
『アウトランダー』シリーズは、要約なし（ダヴィナ・ポーターが朗読）および要約オーディオブック（ジェラルディーン・ジェームズが朗読）でリリースされている。『ロード・ジョン』の本のいくつかは、ジェフ・ウッドマンが朗読したオーディオブック形式でリリースされている。

### ノベラと短編小説
- 「風に運ばれた祈り」（2010年）は、アンソロジー Song of Love and Death 収録の短編小説で、後に A trail of Fire (2012)（日本では 加藤陽子訳 ヴィレッジブックス 『追憶の時の扉』2014年5月 に収録）[15] および Seven Stones to Stand or Fall (2017)に収録された。この作品は、ロジャー・マッケンジー・ウェイクフィールドの両親であるジェリーとドリーの第二次世界大戦の物語であり、ジェリーが柱状列石の謎を自分自身で発見するというものである[16][17][18][19][20]。
- 「時の狭間の邂逅」（2013年）は、アンソロジー The Mad Scientist's Guide to World Domination の中の小説で、後に A trail of Fire (2012)（日本では 加藤陽子訳 ヴィレッジブックス 『追憶の時の扉』2014年5月 に収録）[15] および Seven Stones to Stand or Fall (2017)に収録された。この小説は、ジョーン・マキミー（ジェイミー・フレイザーの継娘）とマイケル・マレー（ジェニー・フレイザー・マレーの息子）が行った旅の記録である[21]。

- "Virgins"（2013年）は、アンソロジー Dangerous Women 収録の小説で、[22][23][24][25]後に独立した電子書籍として入手可能となり[26]、Seven Stones to Stand or Fall (2017)に収録された。1740年のフランスを舞台に、19歳のジェイミー・フレイザーと20歳の友人イアン・マレーが若い傭兵になる様子を紹介している[22][23][24][25]。

- "Past Prologue" (2017年)は、アンソロジー MatchUp に掲載された短編小説。スティーヴ・ベリーとダイアナ・ガバルドンの合作として書かれたもので、ベリーの小説に登場するコットン・マローンがジェイミー・フレイザーと出会うという、2つの架空の宇宙をまたいだ物語になっている。

- "A Fugitive Green" (2017年)はガバルドン・コレクション Seven Stones to Stand or Fall に掲載された小説である。ジョン・グレイ卿の兄弟であるハル・グレイと、彼の将来の妻であるミネルヴァを主人公にしている。

### グラフィックノベル
2010年、ガバルドンはアウトランダーの最初の3分の1をホアン・グエンのイラストで The Exile: An Outlander Graphic Novel|graphic novel としてグラフィックノベル化した。

### 『ロード・ジョン』シリーズ
ロード・ジョン・シリーズは、アウトランダー・シリーズに登場する二次的なキャラクターであるロード・ジョン・グレイを中心とした一連の小説と短編作品である。スピンオフシリーズは現在、5篇の短編と3篇の小説で構成されており、いずれも1756年から1761年の間、ガバルドンの『ボイジャー』の出来事の間が舞台となっている。これらは一般的に歴史ミステリーに分類されることができ、3篇の小説はアウトランダーの本よりも短く、少ないプロットのスレッドに焦点を当てている。『ロード・ジョン』の本のいくつかは、ジェフ・ウッドマンが読んだオーディオブック形式でリリースされている。
| # | 邦題                           | 原題                                       | 初出年 | 刊行年月   | 訳者       | 出版社             | 備考                     |
| - | ------------------------------ | ------------------------------------------ | ------ | ---------- | ---------- | ------------------ | ------------------------ |
| 1 |                                | Lord John and the Hellfire Club            | 1998年 |            |            |                    |                          |
| 2 | 緑のドレスの女                 | Lord John and the Private Matter           | 2003年 | 2005年10月 | 石原未奈子 | ソニー・マガジンズ |                          |
| 3 |                                | Lord John and the Succubus                 | 2003年 |            |            |                    |                          |
| 4 | 死者から届いた日記             | Lord John and the Brotherhood of the Blade | 2007年 | 2010年5月  | 石原未奈子 | ヴィレッジブックス |                          |
| 5 |                                | Lord John and the Haunted Soldier          | 2007年 |            |            |                    |                          |
| 6 |                                | Lord John and the Hand of Devils           | 2007年 |            |            |                    | 1, 3, 5 を収録した短編集 |
| 7 | プライドと醜聞                 | The Custom of the Army                     | 2010年 | 2014年5月  | 加藤洋子   | ヴィレッジブックス | 『追憶の時の扉』に収録   |
| 8 | ゲールの赤き火影               | The Scottish Prisoner                      | 2011年 | 2013年5月  | 加藤洋子   | ヴィレッジブックス |                          |
| 9 | ジョン・グレイのゾンビ殺人事件 | Lord John and the Plague of Zombies        | 2011年 | 2014年5月  | 加藤洋子   | ヴィレッジブックス | 『追憶の時の扉』に収録   |

### その他
- The Outlandish Companion (1999年)、『アウトランダー』シリーズのあらすじ、キャラクターガイドおよびその他の注釈と情報。The Outlandish Companion (Volume One) (2015)[27]として改訂版が出版されている。
- The Outlandish Companion (Volume Two) (2015年)[28][29]

## キャラクター
主要キャラクター
- クレア・ビーチャム・ランダル・フライザー、『アウトランダー』の主人公、18世紀にタイムトラベルした20世紀の看護師（のちに外科医）
- ジェイミー・フレイザー、クレアの18世紀の夫
- フランク・ランダル、クレアの20世紀の夫
- ブリアナ・ランダル、クレアとジェイミーの娘
- ロジャー・ウェイクフィールド、20世紀の歴史学者
- ジョナサン・"ブラック・ジャック"・ランダル、フランクのサディステックな18世紀の先祖
- ロード・ジョン・グレイ、メインシリーズにおける二次的キャラクター兼スピンオフ作品『ロード・グレイ』シリーズの中心人物

## ミュージカル
2010年、『アウトランダー』をベースにした14曲が『アウトランダー：ザ・ミュージカル』というタイトルでリリースされた。 
ケヴィン・ウォルシュの音楽とマイク・ギブの作詞によるこのプロジェクトは、ギブがスコットランドの作家に彼女の小説を舞台化するというアイデアを持ちかけたことから、ガバルドンに承認された。ガバルドンは「私は笑って、『今まで聞いた中で最高のアイデアだな、やってみろ』と言った。そうして彼らはそれを実行し、その結果は驚くべきものでした」と述べている。舞台作品はまだ開発中であるが、14曲入りのサイクルはAmazon.comからCDで購入できるほか、iTunesからもダウンロードできる。2012年にはブロードウェイの作曲家ジル・サントリエッロがギブとウォルシュとのコラボレーションを開始し、新曲 "One More Time" ではギブと一緒に楽曲を書き、作詞を担当した この曲はレベッカ・ロビンスのヴォーカルで録音された。。

## テレビシリーズ
2013年6月、Starzはテレビ化の16話を発注し、2013年10月からスコットランドで制作が始まった。
同シリーズは2014年8月9日にアメリカで披露され、カトリーナ・バルフとサム・ヒューアンがクレアとジェイミー役で出演した。2014年8月15日に第2シーズンとしてピックアップされ、2016年6月1日に第3・4シーズンとしてピックアップされた。2018年5月9日には、Starzが第5・6シーズンに向けてシリーズをリニューアルした。第7シーズンの製作され放送されている。
しかし、原作シリーズの完結の見通しが立たないことから、2022年5月にシーズン8をもって一旦終了、その後は若き日のジェイミー・フレイザーの両親を主人公としたスピンオフ作品を制作することが発表された。